# Musée du jeu d'échecs
Le musée du Jeu d'échecs (en russe : Музей шахмат) de la Fédération russe des échecs est le premier musée d'échecs au monde ; sa collection unique reflète l'histoire de la culture mondiale et russe des échecs. Elle comprend 3 000 pièces (dont environ 300 sont exposées) dont plusieurs centaines d'ensembles de jeux, des coupes de prix, des peintures, des graphiques, des documents, des récompenses et des effets personnels de joueurs d'échecs russes et soviétiques célèbres. Le musée est situé dans le centre de Moscou, dans le bâtiment de la maison centrale du joueur d'échecs Mikhaïl Botvinnik, au 14 boulevard Gogolevski. Le musée a été ouvert en 1980. Depuis 2019, l'exposition est ouverte les jours ouvrables sur rendez-vous auprès de la Fédération russe des échecs.

## Histoire
À l'origine, le musée était une partie de la collection du célèbre collectionneur de Léningrad Viatcheslav Alexandrovitch Dombrovski (1905—1966), acquises par le club central des échecs à la veuve du collectionneur. Puis la collection s'est étoffée grâce à l'argent provenant des amateurs d'échecs et des joueurs célèbres, aux cadeaux offerts par les différentes fédérations et clubs d'échecs de différentes pays étrangers et de l'URSS ainsi que par la Fédération russe des échecs et aux prix obtenus par les équipes de l'URSS puis de la fédération de Russie.
Durant les premières années, le musée a été ouvert aux visites deux jours par semaine durant trois heures.

## Expositions

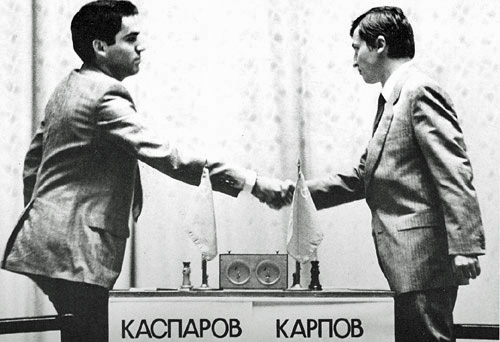
Karpov-Kasparov : championnat du monde d'échecs 1984

Durant les années 1980 à 2009, l'exposition se tenait dans une petite pièce de 30 m2 de surface de la maison centrale du joueur d'échecs. Depuis l'automne 2014, l'exposition est située dans une zone plus spacieuse d'une surface de 180 m2, dans trois salles de la même maison de maître. Des expositions uniques et temporaires sont présentées par exemple sur des échiquiers de facture rare. Ils comprennent des échiquiers qui sont de véritables œuvres d'art que l'on ne retrouve pas dans les grands musées d'art. Par exemple, des chefs-d'œuvre en ivoire ou en ébène ; des échecs lunaires ou échecs de Selenus (Selenus chess set (en)) originaires du Danemark, datant du début du XIXe siècle ; des jeux d'échecs minimalistes datant du siège de Léningrad ; des jeux en fil de fer provenant des prisonniers du Goulag ; des jeux d' échecs cosmiques (ru), avec lesquels dans les années 1970 furent jouées les premières parties Cosmos-Terre (ru). Sont également l'objet d'expositions les affiches de toutes sortes de compétitions : celles devenues rares des tournois de Kouïbychev et des grands maîtres de l'armée russe de 1942, celles des olympiades d'échecs, ou encore celles des premières compétitions de la Belaïa ladia (Tour blanche) (ru). Une partie des prix remportés par les joueurs d'échecs soviétiques et russes dans les compétitions du plus haut rang est également exposée. Par exemple, la coupe de la plus ancienne olympiade réservée aux femmes (créée par Frederick Gustavus Hamilton-Russell (ru)), remise en 1927 à Londres à Vera Menchik. Le musée expose également des tableaux sur le thème du jeu d'échecs, des récompenses et des objets personnels de joueurs célèbres tels que : Mikhaïl Tchigorine, Alexandre Alekhine, Mikhaïl Botvinnik, Tigran Petrossian, Elisabeth Bykova, Alexandra Kosteniouk. À la place d'honneur, qui attire toujours autant les visiteurs, se trouve la table du match légendaire Anatoli Karpov‒Garry Kasparov de 1984. 

## Fonds littéraire

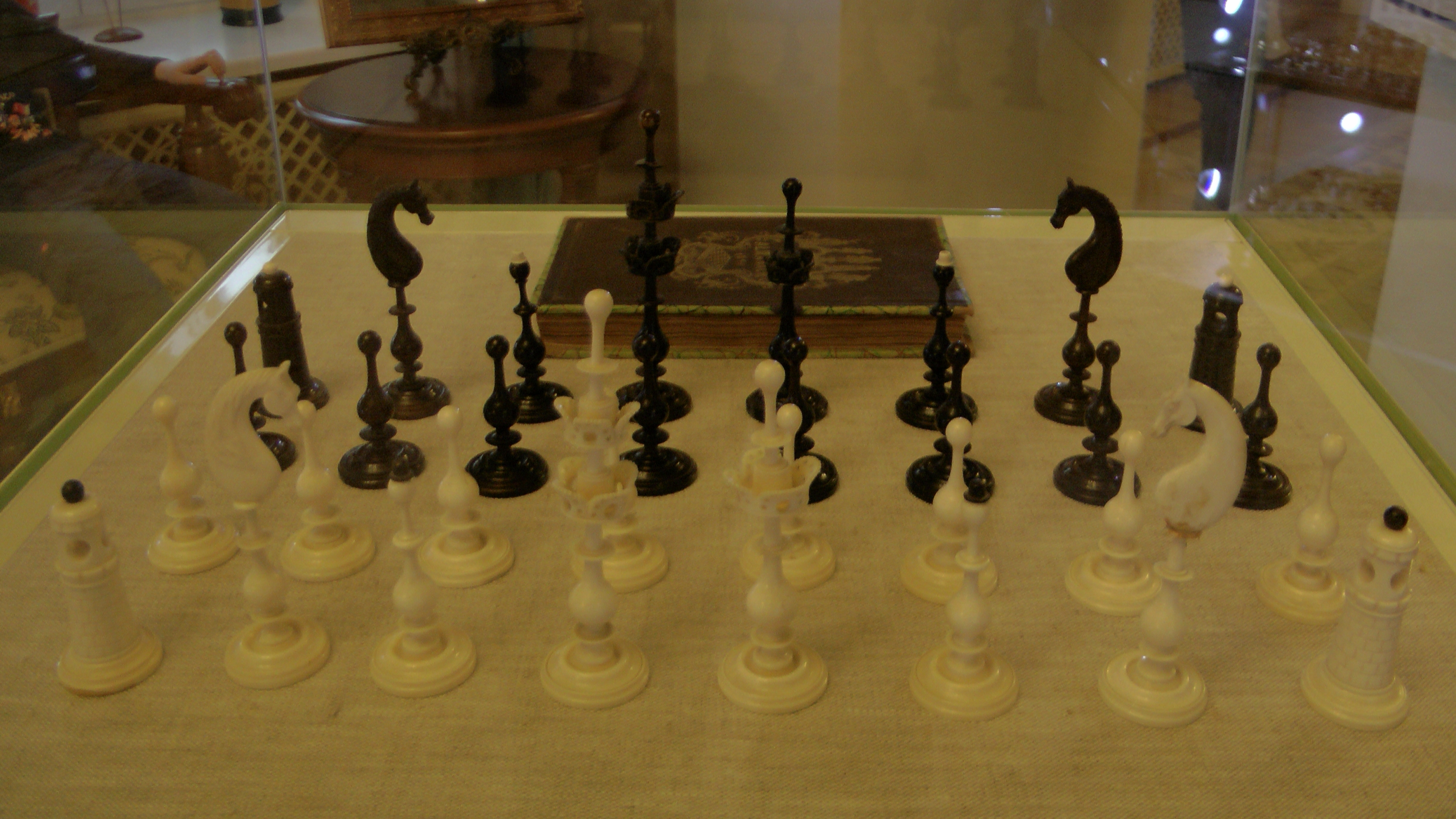
Jeu d'échecs lunaires Danemark début XIXe siècle

Le musée expose des livres rares soit de son propre fonds, soit de la collection de la bibliothèque de la maison centrale du joueur d'échecs. Parmi eux, la première édition du célèbre manuel de François-André Danican Philidor Analyse du jeu d'échecs (1749), le traité L'incomparable jeu d'échecs de Domenico Lorenzo Ponziani (1769), L'expérience du jeu d'échecs de Philippe Stamma, le premier livre russe sur le jeu d'échecs Sur le jeu d'échecs d'Ivan Boutrimov (ru) (1821), Le jeu d'échecs dans le système de François-André Danican Philidor d'Alexandre Petrov, premier grand maître de Russie (1824), Le Palamède la première revue d'échecs (1843), un manuscrit unique écrit en souvenir de Mikhaïl Tchigorine par son élève et admirateur Dawid Daniuszewski (en) (1908), le manuel français de Jean-Louis Preti (en) dédicacé par Alexandre Alekhine, le poème Les échecs de la poétesse Elena Danko (ru) avec une lithographie de Nikolaï Koupreïanov (ru) (1930), une brochure Les échecs dans les hôpitaux, publiée pendant la Seconde Guerre mondiale en 1943, ainsi que des livres dédicacés par des joueurs d'échecs célèbres.

## Collection de tableaux

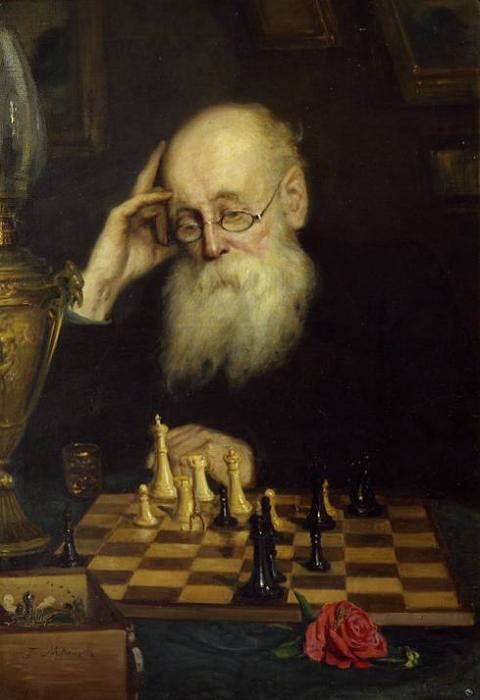
Grigori Miassoïedov, Seul à seul ou le jeu d'échecs

La base de la collection de peinture, de dessin et de gravure du musée était la collection de Viatcheslav Alexandrovitch Dombrovski (1905—1966). Parmi les œuvres exposées : le tableau Seul à seul ou le jeu d'échecs du peintre du groupe des Ambulants Grigori Miassoïedov, qui représente peut-être le maître Alexandre Petrov, une aquarelle de Vassili Mechkov représentant Léon Tolstoï devant un jeu d'échecs et jouant avec Mikhaïl Soukhotine (ru), un dessin de Hugo Backmansson (fi) dédié à la tournée de Mikhaïl Tchigorine et David Janowski (1900).

## Immeuble du musée
À l'origine, l'immeuble dans lequel est installé le musée se composait de deux maisons distinctes construites peu après l'incendie de Moscou (en 1812). Entre 1850 et 1860, les deux maisons ont été réunies en une seule. Depuis 1899, la propriétaire du domaine était la sœur du célèbre mécène et créateur de l'opéra privé de Moscou Serguei Zimine (en) . Elle était l'épouse du chanteur d'opéra Nazare Raïski (ru), fort connu à son époque. C'est ainsi que sont passés par cette maison de nombreux, chanteurs, musiciens et compositeurs tels que Alexandre Glazounov, Sergueï Taneïev, Sergueï Rachmaninov, et le chanteur Fédor Chaliapine.
Depuis 1956, le bâtiment abrite le club central d'échecs de l'URSS. En 1980, lui a été adjoint le musée des échecs de Moscou. On y trouve aussi le siège de la Fédération russe des échecs, la maison centrale du joueur d'échecs Mikhaïl Botvinnik, la rédaction du magazine d'échecs 64. En 2014, le bâtiment a été rénové à l'initiative et grâce à la générosité de l'homme d'affaires, président de la Fédération russe des échecs Andreï Filatov.

## Vie du musée
.

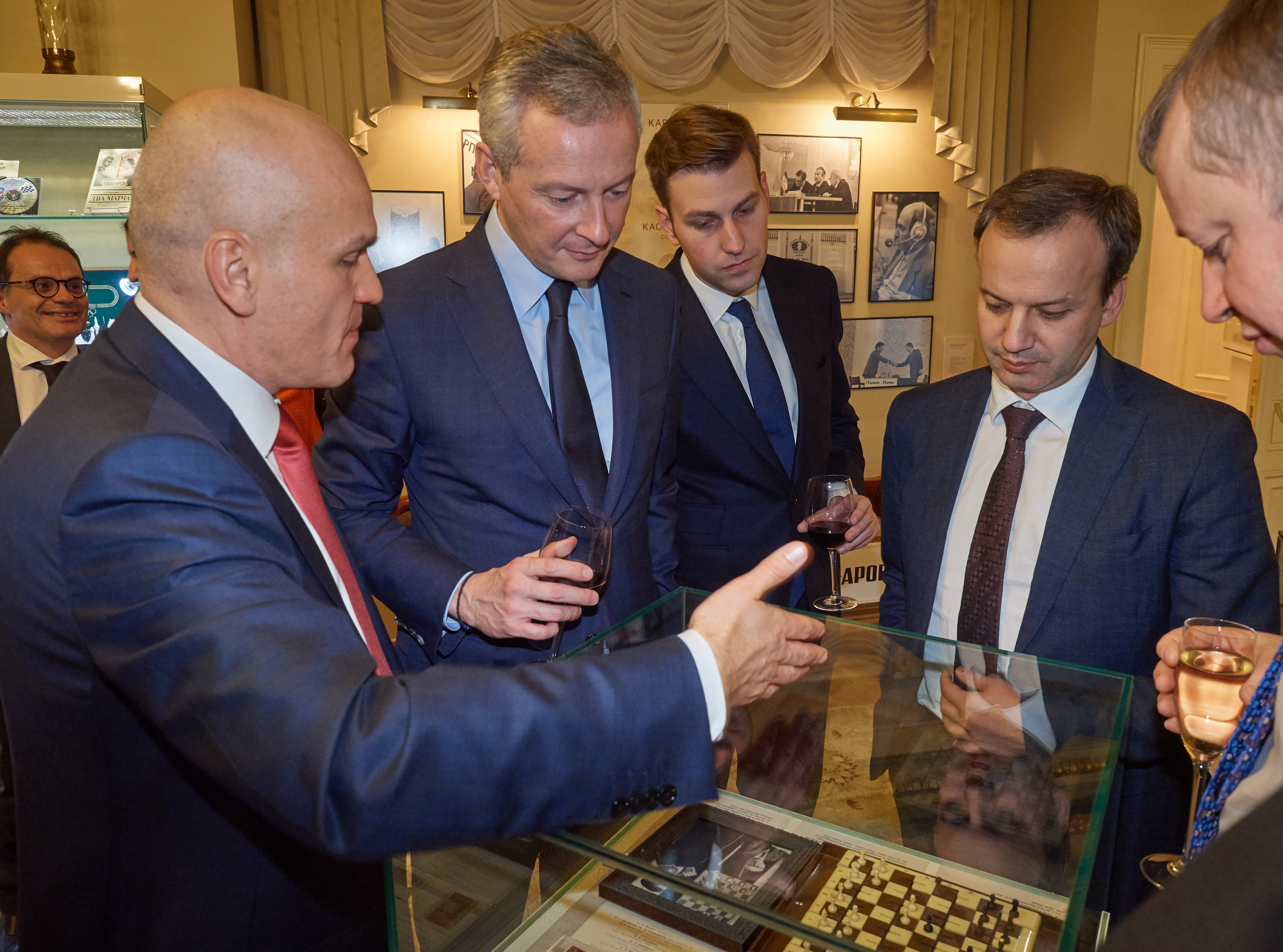
De gauche à droite au premier plan : le directeur de la fédération de Russie Andreï Filatov, le ministre de l'économie et des finances en France Bruno Le Maire, le vice-premier ministre de Russie Arkadi Dvorkovich, ensemble au musée de Moscou des échecs en décembre 2017

Dans le cadre du développement du programme Le jeu d'échecs dans les musées le musée a participé à l'établissement de liens culturels entre la fédération de Russie et la France. Le 2 mars 2016, l'ambassadeur de France en Russie, Jean-Maurice Ripert a rendu une visite officielle au musée. En 2017, lors d'une visite de deux jours à Moscou, le ministre français des finances Bruno Le Maire, accompagné par le vice-Premier ministre russe Arkadi Dvorkovitch, a visité le musée des échecs.

## Conseil communautaire
Le président du conseil communautaire du musée était Youri Averbakh, l'un des plus anciens grands maîtres, mort en mai 2022.
Ce conseil est chargé de la planification et de la coordination des activités du musée, des acquisitions et de l'organisation d'expositions temporaires et itinérantes.

## Cérémonie d'ouverture du musée des échecs en 2014
L'ouverture du premier musée russe des échecs a eu lieu le 25 septembre 2014, à Moscou, au siège de la Fédération russe des échecs, boulevard Gogolevski 14. Il existait déjà à cette époque deux musées des échecs dans le monde : l'un aux Pays-Bas et l'autre en Suisse. Le grand maître Youri Averbach et le président de la fédération Andreï Filatov ont présenté les locaux aux médias.
Ont également participé à la cérémonie d'ouverture : Alexandre Joukov, président du comité olympique de Russie, Nikolay Gulyayev, Arkadi Dvorkovitch, Kirsan Ilioumjinov, Dmitri Peskov, Vladimir Medinski, ministre russe de la culture. La cérémonie d'ouverture a été présidée par le présentateur de télévision Vladimir Vladimirovitch Pozner.
Le musée des échecs est l'un des projets de la Fédération russe des échecs pour populariser ce jeu. Andreï Filatov a parlé de pièces particulières exposées lors de l'ouverture : « Ce sont des échecs réalisés en carton durant le siège de Léningrad, des échecs réalisés par des zeks dans le Goulag avec du fil de fer, ainsi qu'une affiche du temps de guerre. Imaginez-vous qu'en 1942 pendant la guerre le tournoi d'échec a eu lieu. Alors que la bataille de Stalingrad se déroule, rassembler des joueurs exceptionnels pour un tournoi. Cette affiche est très émouvante, elle est unique ». « À travers le jeu d'échecs transparait l'histoire et la grandeur de notre pays, les pièces du musée sont uniques. Avec elles nous montrons comment notre pays a évolué. Et les échecs ont toujours été présents comme un grand jeu pour un grand pays. »
Les échecs sont par essence un jeu olympique. Ce point de vue a été exprimé lors de la cérémonie d'ouverture par Alexandre Joukov président du comité olympique russe. « Les échecs sont un jeu olympique et participent aux compétitions un plus grand nombre de pays que les pays participant aux jeux olympiques. C'est évidemment notre rêve de faire des échecs une section des grandes olympiades. Mais si cela ne se réalisait pas… je pense qu'il y a tellement d'amateurs d'échecs dans le monde que cela n'est pas d'une importance cruciale ». 